# Palmtortel

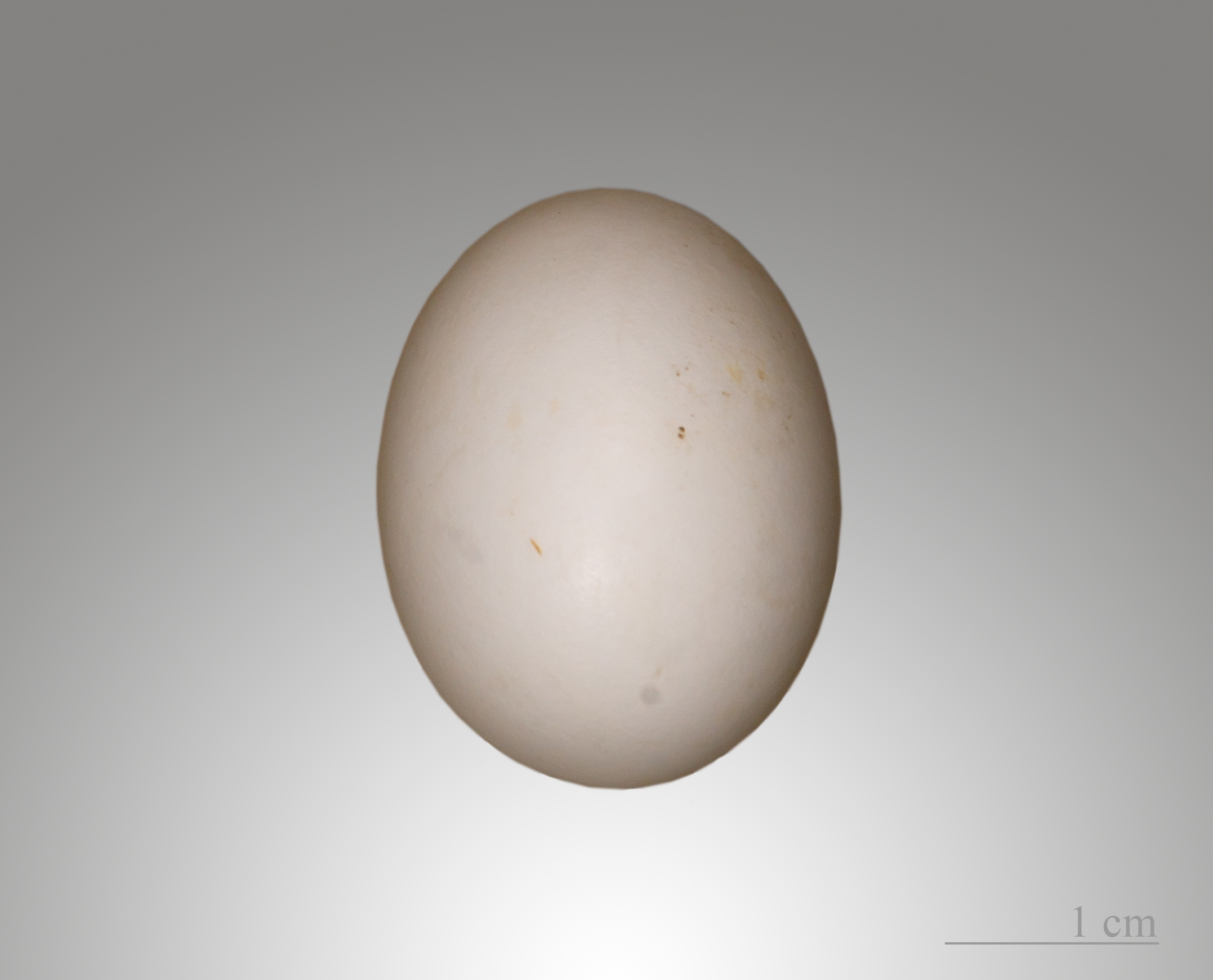
Ei van de palmtortel.

De palmtortel (Spilopelia senegalensis; synoniem: Streptopelia senegalensis) is een vogel uit de familie Columbidae.

## Kenmerken
De palmtortel heeft een bruine rug en roze kop, borst en buik. Op de borst vlak onder de hals bevindt zich een band met zwarte spikkeling. De vleugels zijn blauwgrijs. De staart is donker. De zang doet ook wel denken aan een lach "hoe hoe hoe".
Deze soort wordt inclusief staart 25 centimeter, iets kleiner dan de Turkse tortel.

## Leefwijze
Het voedsel van de palmtortel bestaat voornamelijk uit zaden.

## Verspreiding en leefgebied
Deze soort komt van nature voor in Afrika ten zuiden van de Sahara, en van het Midden-Oosten tot aan India en China. De soort is bovendien in Australië en Spanje geïntroduceerd.
De soort telt vijf ondersoorten:
- S. s. phoenicophila: van Marokko tot noordwestelijk Libië.
- S. s. aegyptiaca: de Nijldelta (Egypte).
- S. s. senegalensis: westelijk Arabië, Socotra en Afrika bezuiden de Sahara.
- S. s. cambayensis: van oostelijk Arabië en oostelijk Iran tot India en Bangladesh.
- S. s. ermanni: Kazachstan, noordelijk Afghanistan en westelijk China.

Het leefgebied is vaak droog, maar ligt op hoogstens 10 kilometer van water, zoals savanne, dorpen en tuinen in buitenwijken. In Freetown (hoofdstad van Sierra Leone) is het de meest voorkomende duif in de stad. In West-Australië, waar de soort van nature niet voorkwam, is het ook een stadsduif, ondanks het feit dat daar natuurlijk leefgebied is dat sterk lijkt op dat in Afrika.

## Status
De grootte van de wereldpopulatie werd in 2004 geschat op 183.000 tot 630.000 individuen. Men veronderstelt dat de soort in aantal toeneemt. Om deze redenen staat de palmtortel als niet bedreigd op de Rode Lijst van de IUCN.